# Ketti Frings
Ketti Frings (Columbus, Ohio, 28 de febrer de 1909 - Los Angeles, 11 de febrer de 1981) va ser una escriptora, dramaturga i guionista estatunidenca que va guanyar un premi Pulitzer el 1958.

## Primers anys
Nascuda Katherine Hartley a Columbus, Ohio, Frings va assistir a Principia College, va començar la seva carrera com a redactora i va continuar treballant com a escriptora de llargmetratges per a United Press International.

## Carrera
En els inicis de la seva carrera s'havia dedicat a fer de redactora publicitària, columnista, guionista de ràdio i escriptora en negre per a revistes de cinema, amb el pseudònim d'Anita Kilgore. El 1941 la seva novel·la Hold Back the Dawn, acabada de publicar, va ser adaptada a la pantalla per Charles Brackett i Billy Wilder. La pel·lícula resultant va ser dirigida per Mitchell Leisen i protagonitzada per Olivia de Havilland i Charles Boyer. Una segona novel·la, al 1944, va ser God's Front Porch. Va escriure la primera obra per al teatre de Broadway, Mr. Sycamore, el 1942 i va comptar amb Lillian Gish i Stuart Erwin en els papers principals.
Els seus guions de Hollywood inclouen Guest in the House (1944), The File on Thelma Jordon (1950), Come Back, Little Sheba (1952), About Mrs. Leslie (1954), The Shrike (1955) i Foxfire (1955).
Frings va adaptar la novel·la de Thomas Wolfe Look Homeward, Angel a una obra homònima que es va estrenar a Broadway el 1957 i que va tenir 564 funcions al Ethel Barrymore Theatre. Va rebre sis nominacions al premi Tony i Frings va guanyar el premi anual Pulitzer de drama l'any 1958, per aquesta adaptació. Va ser nomenada "Dona de l'any" per The Los Angeles Times el mateix any.

## Vida personal
Frings es va casar amb l'agent de cinema Kurt Frings i hi estigué casada des de 1938 fins al 31 d'octubre de 1958. Va tenir dos fills, Kathie i Peter.